# Nicolás de Tolosa
Nicolas Lucientes Auzorena (Tolosa, 5 de desembre de 1883 – Barcelona, 13 de juny de 1923), fou caputxí i compositor.

## Biografia
Nicolas Lucientes Auzorena nasqué a Tolosa el 5 de desembre de 1883. Amb 18 anys va ingressar al Col·legi de Caputxins de Lekaroz (Navarra) per iniciar els seus estudis eclesiàstics. En paral·lel, començà els estudis musicals conjuntament amb els compositors José Antonio Donostia i Tomás de Elduayen sent condeixebles del professor Ismael Echazarra.
Fou ordenat sacerdot el 1906 a Madrid, i al 1907 marxà a Catalunya on va desenvolupar la seva activitat musical publicant diversos escrits i dirigint l'escolania de l'església de Nostra Senyora de Pompeia de Barcelona. Va desenvolupar a més una tasca musicològica que el va portar a col·laborar amb publicacions especialitzades.
Com a compositor va escriure sobretot música eclesiàstica amb obres per veu, veu i orgue, i orgue sol, i algunes melodies populars per a veu i piano.
Va traspassar el 1923 a Barcelona als 39 anys.

## Obres i publicacions

### Publicacions[4]
Va publicar diversos articles sobre música i litúrgia les revistes Música Sacro-Hispana, Estudios Francicanos, Boletín de Nuestra Señora de Pompeya i Vida Sobrenatural.

### Algunes obres musicals[5]

#### Música litúrgica
Les seves obres musicals eren sobretot composicions religioses per cor i cor i orgue, la majoria publicades a Música Sacro Hispana, Iberia Musical o Musical Emporium-Vda de J.M. Llobet.
- Aurtxo txikia negarrez dago
- Aztanen portalean 
- Villancico de las madres que tienen a sus hijos en brazos - [escrit sobre un text de Gregorio Martínez Sierra].

#### Música profana
- “Quince canciones de cuna populares” (1917) - Melodies populars harmonitzades per a veu i piano.
Es conserven obres impreses seves als fons musicals TarC (Fons de la Catedral de Tarragona) i CdE (Fons de la basílica de Santa Maria de Castelló d'Empúries).